# Distrikt Miniyeh–Danniyeh
Der Distrikt Miniyeh-Danniyeh ist ein Distrikt im Gouvernement Nord des Libanon. Wie der Name schon sagt, umfasst der Distrikt die Regionen Danniyeh und Miniyeh. Die Stadt Miniyeh dient als Hauptstadt des Distrikts während Herbst und Winter, während die Stadt Dinniyeh als Hauptstadt während Frühling und Sommer fungiert. Der Distrikt ist bekannt für seine natürliche Vielfalt. Er erstreckt sich über die nördlichen und westlichen Hügel des Al-Makmel-Gebirges und bietet einen Blick auf die nördliche libanesische und syrische Küste.